# Akihiko Nakamura
Akihiko Nakamura (jap. 中村 明彦 Nakamura Akihiko; ur. 23 października 1990) – japoński lekkoatleta, wieloboista.
Zdyskwalifikowany podczas eliminacji biegu na 400 metrów przez płotki na igrzyskach olimpijskich w Londynie (2012). W 2014 został brązowym medalistą igrzysk azjatyckich w Inczon. Szesnasty wieloboista światowego czempionatu w Pekinie (2015), natomiast rok później reprezentował Japonię podczas rozgrywanych w Rio de Janeiro igrzyskach olimpijskich, gdzie w swojej koronnej konkurencji uplasował się na 22. pozycji.
Złoty medalista mistrzostw Azji oraz mistrzostw Japonii.
Rekordy życiowe: dziesięciobój (stadion) – 8180 pkt. (12 czerwca 2016, Nagano); siedmiobój (hala) – 5831 pkt. (21 lutego 2016, Doha) rekord Japonii.

## Osiągnięcia
| Rok  | Impreza                               | Miejsce        | Konkurencja                     | Lokata            | Wynik     |
| ---- | ------------------------------------- | -------------- | ------------------------------- | ----------------- | --------- |
| 2007 | Mistrzostwa świata juniorów młodszych | Ostrawa        | skok wzwyż                      | el. – 18. miejsce | 2,04      |
| 2011 | Mistrzostwa Azji                      | Kobe           | dziesięciobój                   | 2. miejsce        | 7478 pkt. |
| 2012 | Igrzyska olimpijskie                  | Londyn         | bieg na 400 metrów przez płotki | –                 | DQ        |
| 2013 | Mistrzostwa Azji                      | Pune           | dziesięciobój                   | 2. miejsce        | 7620 pkt. |
| 2014 | Halowe mistrzostwa Azji               | Hangzhou       | siedmiobój                      | 2. miejsce        | 5693 pkt. |
| 2014 | Igrzyska azjatyckie                   | Inczon         | dziesięciobój                   | 3. miejsce        | 7828 pkt. |
| 2015 | Mistrzostwa Azji                      | Wuhan          | dziesięciobój                   | 1. miejsce        | 7773 pkt. |
| 2015 | Mistrzostwa świata                    | Pekin          | dziesięciobój                   | 16. miejsce       | 7745 pkt. |
| 2016 | Halowe mistrzostwa Azji               | Doha           | siedmiobój                      | 1. miejsce        | 5831 pkt. |
| 2016 | Igrzyska olimpijskie                  | Rio de Janeiro | dziesięciobój                   | 22. miejsce       | 7612 pkt. |
| 2017 | Mistrzostwa świata                    | Londyn         | dziesięciobój                   | 19. miejsce       | 7646 pkt. |
| 2018 | Igrzyska azjatyckie                   | Dżakarta       | dziesięciobój                   | 3. miejsce        | 7738 pkt. |
| 2019 | Mistrzostwa Azji                      | Doha           | dziesięciobój                   | 3. miejsce        | 7837 pkt. |